# 辰口温泉駅
辰口温泉駅（たつのくちおんせんえき）は、かつて石川県能美郡辰口町辰口（現能美市辰口町）に位置していた、北陸鉄道能美線の駅（廃駅）である。

## 歴史
- 1925年（大正14年）3月21日：能美電気鉄道により辰口駅として開業[1]。
- 1939年（昭和14年）8月1日：金沢電気軌道の駅となる[2]。
- 1943年（昭和18年）10月13日：現在の北陸鉄道の駅となる。
- 1956年（昭和31年）4月1日：辰口温泉駅に改称[1]。
- 1968年（昭和43年）12月30日：貨物営業を廃止[3]。
- 1980年（昭和55年）9月14日：北陸鉄道能美線廃止に伴い廃駅[4]。

## 駅構造
島式ホーム1面2線と貨物側線を有する地上駅で木造駅舎を有し、ホーム上に木造の待合室もあった。能美線廃止時は唯一の交換可能駅かつ有人駅であった。
当駅は辰口温泉の湯治客や辰口競馬場の利用者のほか、新寺井駅まで商品の仕入れのために行く当駅付近の商店の経営者、また同駅まで客を迎えに行く温泉旅館の仲居などの利用者でも賑わった。送迎の仲居専用の乗車札も用意されていた。

## 駅周辺
- 物見山運動公園
- 能美市立博物館 - 2020年に「能美ふるさとミュージアム」として開業。
- 能美市立辰口図書館
- 辰口保育園
- 能美市立辰口中央小学校
- 能美市立辰口中学校

## 現状
鉄道廃止後、駅跡は2010年頃までバス停留所となっていたが、辰口保育園の移転工事に伴い区画整理。駅があったころの面影はほとんど見られない。
能美市は2006年（平成18年）10月20日、旧辰口温泉駅北側の能美市立博物館（当時）に「のみでん広場」を開設。能美線で使用され廃線後石川線でも使用されたモハ3760形（3761）を北陸鉄道から譲受して展示を開始した。また、2015年（平成27年）にはバラスト散布用のホッパ車ホム1形も個人から譲受して3761とともに静態保存として展示している。
「のみでん広場」で展示されていたモハ3761については、塗装し直した上で、2026年（令和8年）3月にIR能美根上駅東口の駅前広場に移設されることとなった。代わって北陸鉄道石川線で除雪車として活用されているED201について、更新が予定されていることから、能美市が譲り受けて辰口図書館に隣接する「のみでん広場」に展示する方針である。

## 隣の駅
北陸鉄道
能美線
来丸駅 - 辰口温泉駅 - 上開発駅